# Black & Blue Tour
Black & Blue World Tour foi a quinta turnê musical do grupo estadunidense Backstreet Boys, realizada em apoio a seu quarto álbum de estúdio, Black & Blue (2000). A turnê patrocinada por empresas como Burger King, Kellogg's e Polaroid, contou com 112 apresentações realizadas nas Américas e Ásia, iniciando-se em 22 de janeiro de 2001, em Sunrise, Estados Unidos e encerrando-se em 25 de novembro de 2001, em Osaka, Japão. 
A turnê obteve um faturamento de mais de US$ 315 milhões de dólares em todo o mundo, o que tornou a Black & Blue World Tour, a turnê de maior bilheteria de um artista do ano de 2001.

## Anúncio e desenvolvimento
Em 21 de novembro de 2000, durante evento realizado para o lançamento do álbum Black & Blue, foi anunciado a realização da turnê mundial Black & Blue World Tour, com apresentações originalmente a ser realizadas na América do Norte, América do Sul, Europa e com uma segunda etapa na América do Norte. Posteriormente, em 28 de novembro, detalhes da turnê foram revelados, o que incluiu as datas da turnê para a primeira etapa de concertos nos Estados Unidos e a confirmação de que o Backstreet Boys seguiria pela América latina em abril de 2001 e que encerraria a turnê na Ásia.
A primeira etapa da Black & Blue World Tour iniciou-se em 22 de janeiro de 2001 nos Estados Unidos e prosseguiu com concertos na América do Norte até 25 de março. No fim do mês seguinte, o Backstreet Boys iniciou os concertos da etapa pela América Latina, com apresentações realizados pela primeira vez em países como Brasil, Venezuela, Panamá e Porto Rico. A segunda etapa pela América do Norte iniciou-se em 8 de junho e foi temporariamente suspensa em 9 de julho, para que AJ McLean, pudesse buscar tratamento para a depressão clínica, o que levou a ataques de ansiedade e consumo excessivo de álcool. Mais tarde, a Black & Blue World Tour foi reiniciada em 24 de agosto, durante concerto realizado em Milwaukee, Estados Unidos.
Após o concerto realizado em 10 de setembro, em Boston, Estados Unidos, como parte da terceita etapa da Black & Blue World Tour na América do Norte, um dos membros da equipe da turnê, Daniel Lee, viajou do local até Los Angeles a bordo do voo 11 da American Airlines, avião que foi sequestrado e colidiu com a Torre Norte do World Trade Center, em Nova Iorque em 11 de setembro. No dia seguinte, durante o concerto realizado em Toronto, Canadá, Brian Littrell fez um breve discurso sobre o ocorrido  e levou todo o público a realizar um momento de silêncio por Lee e todas as vítimas que morreram naquele dia.

## Atos de abertura
- Myra
- Krystal Harris[13][14]
- Destiny's Child (27 de janeiro–15 de fevereiro de 2001)[15]
- Shaggy (8 de junho–7 de julho de 2001)[16]
- Sisqó (24 de agosto–19 de outubro de 2001)[17]

## Repertório
O repertório abaixo é representativo dos concertos ocorridos em 5-6 de maio de 2001 em São Paulo, Brasil, não correspondendo necessariamente aos outros concertos da turnê.
1. "Everyone"
2. "Larger than Life"
3. "Shining Star"
4. "What Makes You Different (Makes You Beautiful)"
5. "Yes I Will"
6. "More than That"
7. "I Want It That Way"
8. "Not for Me"
9. "Show Me the Meaning of Being Lonely"
10. "Quit Playing Games (with My Heart)"
11. "As Long as You Love Me"
12. "I'll Never Break Your Heart"
13. "I Promise You (with Everything I Am)"
14. "How Did I Fall in Love with You"
15. "Time"
16. "The Answer to Our Life"
17. "All I Have to Give"
18. "If You Stay"
19. "Everybody (Backstreet's Back)"
20. "Get Another Boyfriend"
21. "The Call"
22. "Shape of My Heart"

Bis
1. "The Call"

## Datas da turnê
| Data                       | Cidade           | País             | Local                                   |
| América do Norte           | América do Norte | América do Norte | América do Norte                        |
| -------------------------- | ---------------- | ---------------- | --------------------------------------- |
| 22 de janeiro de 2001      | Sunrise          | Estados Unidos   | National Car Rental Center              |
| 23 de janeiro de 2001      | Sunrise          | Estados Unidos   | National Car Rental Center              |
| 24 de janeiro de 2001      | Sunrise          | Estados Unidos   | National Car Rental Center              |
| 26 de janeiro de 2001      | Charlotte        | Estados Unidos   | Charlotte Coliseum                      |
| 27 de janeiro de 2001      | Atlanta          | Estados Unidos   | Georgia Dome                            |
| 30 de janeiro de 2001      | Filadélfia       | Estados Unidos   | First Union Center                      |
| 31 de janeiro de 2001      | Filadélfia       | Estados Unidos   | First Union Center                      |
| 2 de fevereiro de 2001     | Washington, D.C. | Estados Unidos   | MCI Center                              |
| 3 de fevereiro de 2001     | East Rutherford  | Estados Unidos   | Continental Airlines Arena              |
| 4 de fevereiro de 2001     | Uniondale        | Estados Unidos   | Nassau Veterans Memorial Coliseum       |
| 5 de fevereiro de 2001     | Uniondale        | Estados Unidos   | Nassau Veterans Memorial Coliseum       |
| 7 de fevereiro de 2001     | Toronto          | Canadá           | SkyDome                                 |
| 8 de fevereiro de 2001     | Pittsburgo       | Estados Unidos   | Mellon Arena                            |
| 9 de fevereiro de 2001     | Pittsburgo       | Estados Unidos   | Mellon Arena                            |
| 12 de fevereiro de 2001    | Rosemont         | Estados Unidos   | Allstate Arena                          |
| 13 de fevereiro de 2001    | Rosemont         | Estados Unidos   | Allstate Arena                          |
| 15 de fevereiro de 2001    | Pontiac          | Estados Unidos   | Pontiac Silverdome                      |
| 17 de fevereiro de 2001    | Mineápolis       | Estados Unidos   | Target Center                           |
| 18 de fevereiro de 2001    | Grand Forks      | Estados Unidos   | Alerus Center                           |
| 20 de fevereiro de 2001    | Denver           | Estados Unidos   | Pepsi Center                            |
| 23 de fevereiro de 2001    | Vancouver        | Canadá           | General Motors Place                    |
| 25 de fevereiro de 2001    | Tacoma           | Estados Unidos   | Tacoma Dome                             |
| 26 de fevereiro de 2001    | Tacoma           | Estados Unidos   | Tacoma Dome                             |
| 27 de fevereiro de 2001    | Portland         | Estados Unidos   | Rose Garden Arena                       |
| 1 de março de 2001         | Oakland          | Estados Unidos   | The Arena in Oakland                    |
| 2 de março de 2001         | Oakland          | Estados Unidos   | The Arena in Oakland                    |
| 4 de março de 2001         | Sacramento       | Estados Unidos   | ARCO Arena                              |
| 5 de março de 2001         | Sacramento       | Estados Unidos   | ARCO Arena                              |
| 8 de março de 2001         | Las Vegas        | Estados Unidos   | MGM Grand Garden Arena                  |
| 10 de março de 2001        | Las Vegas        | Estados Unidos   | MGM Grand Garden Arena                  |
| 12 de março de 2001        | Phoenix          | Estados Unidos   | America West Arena                      |
| 13 de março de 2001        | Phoenix          | Estados Unidos   | America West Arena                      |
| 14 de março de 2001        | Los Angeles      | Estados Unidos   | Staples Center                          |
| 15 de março de 2001        | Los Angeles      | Estados Unidos   | Staples Center                          |
| 17 de março de 2001        | San Diego        | Estados Unidos   | San Diego Sports Arena                  |
| 18 de março de 2001        | San Diego        | Estados Unidos   | San Diego Sports Arena                  |
| 23 de março de 2001        | Cidade do México | México           | Foro Sol                                |
| 24 de março de 2001        | Cidade do México | México           | Foro Sol                                |
| 25 de março de 2001        | Cidade do México | México           | Foro Sol                                |
| América Latina             |                  |                  |                                         |
| 28 de abril de 2001        | Buenos Aires     | Argentina        | River Plate Stadium                     |
| 3 de maio de 2001          | Rio de Janeiro   | Brasil           | Estádio do Maracanã                     |
| 5 de maio de 2001          | São Paulo        | Brasil           | Estádio do Morumbi                      |
| 6 de maio de 2001          | São Paulo        | Brasil           | Estádio do Morumbi                      |
| 9 de maio de 2001          | Maracaibo        | Venezuela        | Estadio Luis Aparicio El Grande         |
| 12 de maio de 2001         | Caracas          | Venezuela        | Estacionamiento del Poliedro de Caracas |
| 13 de maio de 2001         | Caracas          | Venezuela        | Estacionamiento del Poliedro de Caracas |
| 16 de maio de 2001         | Cidade do Panamá | Panamá           | Estadio Nacional de Panamá              |
| 19 de maio de 2001         | San Juan         | Porto Rico       | Hiram Bithorn Stadium                   |
| 20 de maio de 2001         | San Juan         | Porto Rico       | Hiram Bithorn Stadium                   |
| América do Norte (etapa 2) |                  |                  |                                         |
| 8 de junho de 2001         | Orlando          | Estados Unidos   | TD Waterhouse Centre                    |
| 9 de junho de 2001         | Tampa            | Estados Unidos   | Ice Palace                              |
| 11 de junho de 2001        | Atlanta          | Estados Unidos   | Philips Arena                           |
| 12 de junho de 2001        | Greenville       | Estados Unidos   | BI-LO Center                            |
| 13 de junho de 2001        | Raleigh          | Estados Unidos   | Raleigh Entertainment & Sports Arena    |
| 15 de junho de 2001        | Bristow          | Estados Unidos   | Nissan Pavilion at Stone Ridge          |
| 17 de junho de 2001        | Greensboro       | Estados Unidos   | Greensboro Coliseum                     |
| 20 de junho de 2001        | Noblesville      | Estados Unidos   | Deer Creek Music Center                 |
| 21 de junho de 2001        | Lexington        | Estados Unidos   | Rupp Arena                              |
| 22 de junho de 2001        | Columbus         | Estados Unidos   | Nationwide Arena                        |
| 23 de junho de 2001        | Nashville        | Estados Unidos   | Gaylord Entertainment Center            |
| 25 de junho de 2001        | Burgettstown     | Estados Unidos   | Post-Gazette Pavilion                   |
| 26 de junho de 2001        | Burgettstown     | Estados Unidos   | Post-Gazette Pavilion                   |
| 28 de junho de 2001        | Hartford         | Estados Unidos   | ctnow.com Meadows Music Theatre         |
| 29 de junho de 2001        | Hartford         | Estados Unidos   | ctnow.com Meadows Music Theatre         |
| 30 de junho de 2001        | Albany           | Estados Unidos   | Pepsi Arena                             |
| 1 de julho de 2001         | Albany           | Estados Unidos   | Pepsi Arena                             |
| 3 de julho de 2001         | Camden           | Estados Unidos   | Tweeter Center at the Waterfront        |
| 5 de julho de 2001         | Hershey          | Estados Unidos   | Hersheypark Stadium                     |
| 6 de julho de 2001         | Boston           | Estados Unidos   | FleetCenter                             |
| 7 de julho de 2001         | Boston           | Estados Unidos   | FleetCenter                             |
| América do Norte (etapa 3) |                  |                  |                                         |
| 24 de agosto de 2001       | Milwaukee        | Estados Unidos   | BMO Harris Bradley Center               |
| 25 de agosto de 2001       | Cincinnati       | Estados Unidos   | Firstar Center                          |
| 26 de agosto de 2001       | Maryland Heights | Estados Unidos   | Riverport Amphitheatre                  |
| 27 de agosto de 2001       | Kansas City      | Estados Unidos   | Kemper Arena                            |
| 29 de agosto de 2001       | Houston          | Estados Unidos   | Compaq Center                           |
| 30 de agosto de 2001       | San Antonio      | Estados Unidos   | Alamodome                               |
| 31 de agosto de 2001       | Dallas           | Estados Unidos   | American Airlines Center                |
| 4 de setembro de 2001      | Uniondale        | Estados Unidos   | Nassau Veterans Memorial Coliseum       |
| 6 de setembro de 2001      | East Rutherford  | Estados Unidos   | Continental Airlines Arena              |
| 7 de setembro de 2001      | East Rutherford  | Estados Unidos   | Continental Airlines Arena              |
| 8 de setembro de 2001      | Boston           | Estados Unidos   | FleetCenter                             |
| 9 de setembro de 2001      | Boston           | Estados Unidos   | FleetCenter                             |
| 10 de setembro de 2001     | Boston           | Estados Unidos   | FleetCenter                             |
| 12 de setembro de 2001     | Toronto          | Canadá           | Air Canada Centre                       |
| 13 de setembro de 2001     | Toronto          | Canadá           | Air Canada Centre                       |
| 14 de setembro de 2001     | Toronto          | Canadá           | Air Canada Centre                       |
| 15 de setembro de 2001     | Ottawa           | Canadá           | Corel Centre                            |
| 17 de setembro de 2001     | Montreal         | Canadá           | Molson Centre                           |
| 18 de setembro de 2001     | Buffalo          | Estados Unidos   | HSBC Arena                              |
| 19 de setembro de 2001     | Cleveland        | Estados Unidos   | Gund Arena                              |
| 20 de setembro de 2001     | Auburn Hills     | Estados Unidos   | The Palace of Auburn Hills              |
| 22 de setembro de 2001     | Tinley Park      | Estados Unidos   | Tweeter Center                          |
| 23 de setembro de 2001     | Mineápolis       | Estados Unidos   | Target Center                           |
| 26 de setembro de 2001     | Calgary          | Canadá           | Pengrowth Saddledome                    |
| 27 de setembro de 2001     | Calgary          | Canadá           | Pengrowth Saddledome                    |
| 28 de setembro de 2001     | Edmonton         | Canadá           | Skyreach Centre                         |
| 1 de outubro de 2001       | Vancouver        | Canadá           | General Motors Place                    |
| 2 de outubro de 2001       | Portland         | Estados Unidos   | Rose Garden Arena                       |
| 4 de outubro de 2001       | Nampa            | Estados Unidos   | Idaho Center                            |
| 5 de outubro de 2001       | Salt Lake City   | Estados Unidos   | Delta Center                            |
| 7 de outubro de 2001       | Albuquerque      | Estados Unidos   | ABQ Journal Pavilion                    |
| 10 de outubro de 2001      | Denver           | Estados Unidos   | Pepsi Center                            |
| 12 de outubro de 2001      | Phoenix          | Estados Unidos   | Cricket Pavilion                        |
| 13 de outubro de 2001      | San Bernardino   | Estados Unidos   | Blockbuster Pavilion                    |
| 15 de outubro de 2001      | San José         | Estados Unidos   | Compaq Center at San Jose               |
| 17 de outubro de 2001      | Bakersfield      | Estados Unidos   | Bakersfield Centennial Garden           |
| 19 de outubro de 2001      | Las Vegas        | Estados Unidos   | MGM Grand Garden Arena                  |
| Ásia                       |                  |                  |                                         |
| 19 de novembro de 2001     | Tóquio           | Japão            | Tokyo Dome                              |
| 20 de novembro de 2001     | Tóquio           | Japão            | Tokyo Dome                              |
| 21 de novembro de 2001     | Tóquio           | Japão            | Tokyo Dome                              |
| 23 de novembro de 2001     | Nagoia           | Japão            | Nagoya Dome                             |
| 25 de novembro de 2001     | Osaka            | Japão            | Osaka Dome                              |

Festivais e outros concertos diversos
A Este concerto faz parte do festival Wango Tango
B Este concerto faz parte do concerto beneficente The Concert for New York City
C Este concerto faz parte do concerto beneficente United We Stand: What More Can I Give

### Cancelamentos e concertos remarcados
| Data                  | Local                             | País           | Motivo/informações adicionais          |
| --------------------- | --------------------------------- | -------------- | -------------------------------------- |
| 5 de março de 2001    | Arrowhead Pond of Anaheim         | Estados Unidos | Cancelado                              |
| 14 de março de 2001   | San Diego Sports Arena            | Estados Unidos | Reagendado para 17 de março de 2001    |
| 5 de maio de 2001     | Sambódromo do Anhembi             | Brasil         | Movido para o Estádio do Morumbi       |
| 6 de maio de 2001     | Sambódromo do Anhembi             | Brasil         | Cancelado                              |
| 20 de junho de 2001   | Rupp Arena                        | Estados Unidos | Reagendado para 21 de junho de 2001    |
| 21 de junho de 2001   | Post-Gazette Pavilion             | Estados Unidos | Reagendado para 26 de junho de 2001    |
| 26 de junho de 2001   | Deer Creek Music Center           | Estados Unidos | Reagendado para 20 de junho de 2001    |
| 9 de julho de 2001    | FleetCenter                       | Estados Unidos | Reagendado para 8 de setembro de 2001  |
| 10 de julho de 2001   | FleetCenter                       | Estados Unidos | Reagendado para 9 de setembro de 2001  |
| 11 de julho de 2001   | FleetCenter                       | Estados Unidos | Reagendado para 10 de setembro de 2001 |
| 13 de julho de 2001   | Canadian Tire Centre              | Canadá         | Reagendado para 15 de setembro de 2001 |
| 14 de julho de 2001   | KeyBank Center                    | Estados Unidos | Reagendado para 18 de setembro de 2001 |
| 16 de julho de 2001   | Continental Airlines Arena        | Estados Unidos | Reagendado para 6 de setembro de 2001  |
| 17 de julho de 2001   | Continental Airlines Arena        | Estados Unidos | Reagendado para 7 de setembro de 2001  |
| 18 de julho de 2001   | Nassau Veterans Memorial Coliseum | Estados Unidos | Reagendado para 4 de setembro de 2001  |
| 20 de julho de 2001   | Gund Arena                        | Estados Unidos | Reagendado para 19 de setembro de 2001 |
| 21 de julho de 2001   | Tweeter Center                    | Estados Unidos | Reagendado para 22 de setembro de 2001 |
| 22 de julho de 2001   | Target Center                     | Estados Unidos | Reagendado para 23 de setembro de 2001 |
| 24 de julho de 2001   | The Palace at Auburn Hills        | Estados Unidos | Reagendado para 20 de setembro de 2001 |
| 26 de julho de 2001   | Molson Centre                     | Canadá         | Reagendado para 17 de setembro de 2001 |
| 27 de julho de 2001   | Air Canada Centre                 | Canadá         | Reagendado para 12 de setembro de 2001 |
| 28 de julho de 2001   | Air Canada Centre                 | Canadá         | Reagendado para 13 de setembro de 2001 |
| 29 de julho de 2001   | Air Canada Centre                 | Canadá         | Reagendado para 13 de setembro de 2001 |
| 2 de agosto de 2001   | Scotiabank Saddledome             | Canadá         | Reagendado para 26 de setembro de 2001 |
| 3 de agosto de 2001   | Pengrowth Saddledome              | Canadá         | Reagendado para 27 de setembro de 2001 |
| 4 de agosto de 2001   | Skyreach Centre                   | Canadá         | Reagendado para 28 de setembro de 2001 |
| 7 de agosto de 2001   | General Motors Place              | Canadá         | Reagendado para 1 de outubro de 2001   |
| 9 de agosto de 2001   | Tacoma Dome                       | Estados Unidos | Cancelado                              |
| 10 de agosto de 2001  | Rose Garden Arena                 | Estados Unidos | Reagendado para 2 de outubro de 2001   |
| 11 de agosto de 2001  | KeyArena                          | Estados Unidos | Cancelado                              |
| 12 de agosto de 2001  | Rabobank Arena                    | Estados Unidos | Reagendado para 17 de outubro de 2001  |
| 13 de agosto de 2001  | Compaq Center at San Jose         | Estados Unidos | Reagendado para 15 de outubro de 2001  |
| 16 de agosto de 2001  | Great Western Forum               | Estados Unidos | Cancelado                              |
| 17 de agosto de 2001  | MGM Grand Garden Arena            | Estados Unidos | Reagendado para 19 de outubro de 2001  |
| 18 de agosto de 2001  | Blockbuster Pavilion              | Estados Unidos | Reagendado para 17 de outubro de 2001  |
| 20 de agosto de 2001  | Delta Center                      | Estados Unidos | Reagendado para 5 de outubro de 2001   |
| 22 de agosto de 2001  | Pepsi Center                      | Estados Unidos | Reagendado para 10 de outubro de 2001  |
| 1 de setembro de 2001 | Alltel Arena                      | Estados Unidos | Cancelado                              |
| 20 de outubro de 2001 | Coors Amphitheatre                | Estados Unidos | Cancelado                              |